# ديريك تومبسون
ديريك تومبسون (بالإنجليزية: Derek Thompson)‏ هو ممثل بريطاني، ولد في 4 أبريل 1948 ببلفاست في المملكة المتحدة.

## وصلات خارجية
- ديريك تومبسون على موقع IMDb (الإنجليزية)
- ديريك تومبسون على موقع ميوزك برينز (الإنجليزية)
- ديريك تومبسون على موقع قاعدة بيانات الفيلم (الإنجليزية)